# Lijst van ministeriële ontslagen in België
Dit is een lijst van individuele ministeriële ontslagen in België. Collectieve ontslagen zijn niet opgenomen, evenmin als ontslagen omwille van gezondheidsredenen of politieke functiewissels. 
| Jaar | Minister                     | Regering           | Partij            | Reden                                                                    |
| ---- | ---------------------------- | ------------------ | ----------------- | ------------------------------------------------------------------------ |
| 1831 | Amédée de Failly             | Nationaal          | Liberale partij   | Incompetentie (Tiendaagse Veldtocht)                                     |
| 1839 | Félix de Mérode              | Nationaal          | Katholieke partij | Oneens met het Verdrag der XXIV Artikelen                                |
| 1861 | Adolphe de Vrière            | Nationaal          | Katholieke partij | Oneens met de erkenning van het koninkrijk Italië                        |
| 1866 | Félix Chazal                 | Nationaal          | Liberale partij   | Veroordeling wegens duel                                                 |
| 1880 | Jean-Baptiste Liagre         | Nationaal          | /                 | Polemiek rond Maasforten                                                 |
| 1917 | Eugène Beyens                | Nationaal          | /                 | Gecontesteerd memorandum over internationale positie van België          |
| 1918 | Charles de Broqueville       | Nationaal          | Katholieke partij | Botsing met koning Albert I over opperbevelhebberschap                   |
| 1920 | Jules Renkin                 | Nationaal          | Katholieke partij | Oneens met regeringspolitiek                                             |
| 1920 | Paul Hymans                  | Nationaal          | Katholieke partij | Geweigerde wapenlevering aan Polen                                       |
| 1926 | Prosper Kestens              | Nationaal          | /                 | Oneens met onmiddellijke vermindering dienstplicht                       |
| 1935 | Frans Van Cauwelaert         | Nationaal          | Katholieke partij | Belangenvermenging (staatssteun aan Bank-Unie)                           |
| 1937 | Emile Vandervelde            | Nationaal          | BWP               | Oneens met regeringspolitiek van non-interventie in Spaanse Burgeroorlog |
| 1948 | Paul Struye                  | Nationaal          | CVP               | Strafverzachting voor veroordeelde collaborateurs                        |
| 1952 | Joseph Pholien               | Nationaal          | CVP               | Strafverzachting voor Richard De Bodt en Emile Van Coppenolle            |
| 1959 | Maurits Van Hemelrijck       | Nationaal          | CVP               | Oneens met regeringspolitiek van uitgestelde Congolese onafhankelijkheid |
| 1960 | Albert de Vleeschauwer       | Nationaal          | CVP               | Verdenkingen rond Congolees faillissement                                |
| 1963 | Victor Larock                | Nationaal          | BSP               | Oneens met taalwet onderwijs                                             |
| 1973 | Henri Simonet                | Nationaal          | BSP               | Ibramco-affaire                                                          |
| 1973 | Edward Anseele jr.           | Nationaal          | BSP               | Gezondheidsredenen/RTT-schandaal                                         |
| 1976 | Jean Defraigne               | Nationaal          | BSP               | Oneens met begroting                                                     |
| 1986 | Charles-Ferdinand Nothomb    | Nationaal          | PSC               | Kwestie-José Happart                                                     |
| 1987 | André Damseaux               | Nationaal          | PRL               | Hervormingsplannen bekritiseerd                                          |
| 1989 | Leo Tindemans                | Federaal           | CVP               | Machtsstrijd binnen partij                                               |
| 1990 | André Cools                  | Federaal           | PS                | Machtsstrijd binnen partij                                               |
| 1990 | Pierre Chevalier             | Federaal           | VLD               | Overdreven kosten                                                        |
| 1991 | Hugo Schiltz                 | Federaal           | VU                | Oneens met wapenleveringen aan de Golf                                   |
| 1991 | André Geens                  | Federaal           | VU                | Oneens met wapenleveringen aan de Golf                                   |
| 1994 | Guy Spitaels                 | Waals              | PS                | Zaak-Agusta-Dassault                                                     |
| 1994 | Guy Mathot                   | Waals              | PS                | Zaak-Agusta-Dassault                                                     |
| 1994 | Guy Coëme                    | Federaal           | PS                | Zaak-Agusta-Dassault                                                     |
| 1994 | Leo Delcroix                 | Federaal           | CVP               | Beroep op zwartwerk                                                      |
| 1995 | Frank Vandenbroucke          | Federaal           | SP                | Vernietiging van zwarte partijkas                                        |
| 1996 | Jean-Pierre Grafé            | Federaal           | PSC               | (Onterechte) pedofiliebeschuldiging door Olivier T.                      |
| 1998 | Stefaan De Clerck            | Federaal           | CVP               | Ontsnapping van Marc Dutroux                                             |
| 1998 | Johan Vande Lanotte          | Federaal           | SP                | Ontsnapping van Marc Dutroux                                             |
| 1998 | Louis Tobback                | Federaal           | SP                | Overlijden van Semira Adamu                                              |
| 1999 | Karel Pinxten                | Federaal           | CVP               | Dioxinecrisis                                                            |
| 1999 | Marcel Colla                 | Federaal           | SP                | Dioxinecrisis                                                            |
| 2000 | Pierre Chevalier             | Federaal           | VLD               | Zwitserse inbeschuldigingstelling                                        |
| 2001 | Johan Sauwens                | Vlaams             | VU                | Deelname aan een bijeenkomst van voormalige SS'ers                       |
| 2002 | Magda Aelvoet                | Federaal           | Agalev            | Wapenlevering aan Nepal                                                  |
| 2002 | Bert Anciaux                 | Vlaams             | Spirit            | Machtsevenwicht binnen regering na kartelvorming met sp.a                |
| 2003 | Anissa Temsamani             | Federaal           | sp.a              | Leugen over diploma                                                      |
| 2003 | Isabelle Durant              | Federaal           | Ecolo             | Oneens met behoud nachtvluchten op Brussel-Nationaal                     |
| 2003 | Olivier Deleuze              | Federaal           | Ecolo             | Oneens met behoud nachtvluchten op Brussel-Nationaal                     |
| 2004 | Daniel Ducarme               | Federaal           | MR                | Fiscale overtreding (geen belastingaangiftes)                            |
| 2005 | Jean-Claude Van Cauwenberghe | Waals              | PS                | Schandalen in PS-afdeling van Charleroi                                  |
| 2007 | Fientje Moerman              | Vlaams             | Open Vld          | Belangenvermenging door kabinetslid (overheidsopdracht)                  |
| 2008 | Jo Vandeurzen                | Federaal           | CD&V              | Schijn van beïnvloeding in zaak-Fortis                                   |
| 2008 | Frédéric Laloux              | Federaal           | PS                | Leugen over kantoor en misbruik van tankkaart                            |
| 2009 | Didier Donfut                | Federaal           | PS                | Belangenvermenging (overheidsopdracht)                                   |
| 2009 | Marie Arena                  | Federaal           | PS                |                                                                          |
| 2013 | Steven Vanackere             | Federaal           | CD&V              | Zaak-Arcopar                                                             |
| 2016 | Annemie Turtelboom           | Vlaams             | Open Vld          | Turteltaks                                                               |
| 2016 | Jacqueline Galant            | Federaal           | MR                | Kritiek op luchthavenveiligheid (Aanslagen in Brussel op 22 maart 2016)  |
| 2016 | Joëlle Milquet               | Franse Gemeenschap | CDH               | in verdenking gesteld illegale belangenvermenging                        |
| 2017 | Paul Furlan                  | Waals              | PS                | Publifinschandaal                                                        |
| 2019 | Joke Schauvliege             | Vlaams             | CD&V              | Leugen over in scène zetten van klimaatacties volgens Staatsveiligheid   |
| 2022 | Jean-Luc Crucke              | Waals              | MR                | Fiscaal hervormingsplan niet aanvaard door partij                        |
| 2022 | Wouter Beke                  | Vlaams             | CD&V              |                                                                          |
| 2022 | Eva De Bleeker               | Federaal           | Open Vld          | Fouten in begroting                                                      |
| 2023 | Sarah Schlitz                | Federaal           | Ecolo             | Verklaringen rond persoonlijk logo op communicatie aan subsidieontvanger |